# فرودگاه فورت سلکیرک
فرودگاه فورت سلکیرک (به انگلیسی: Fort Selkirk Aerodrome) یک فرودگاه همگانی است که یک باند فرود شن دارد و طول باند آن ۶۱۰ متر است. این فرودگاه در کشور کانادا قرار دارد و در ارتفاع ۴۷۵ متری از سطح دریا واقع شده است.